# Cinkov pirition
Cinkov pirition je protiglivična in antibiotična učinkovina. Omenjati so jo začeli v 30. letih 20. stoletja. Gre za kelat med cinkovim atomom in dvema piridinskima obročema; slednja sta s cinkom povezana preko kisikovega oziroma žveplovega atoma.

## Uporaba

### Zdravstvo
Pripravki s cinkovim piritionom se uporabljajo zlasti za lajšanje prhljaja (sestavina številnih šamponov) in seboroičnega dermatitisa, nahaja pa se tudi v zdravilih proti luskavici, ekcemom, glivičnim okužbam, športnemu stopalu, suhi koži, atipičnem dermatitisu, dermatofitijam, vitiligu ...

### Barve
Cinkov pirition se zelo slabo topi v vodi (pri nevtralnem pH-ju je njegova topnost zgolj 8 ppm) in je zato primerna sestavina zunanjih barv in premazov za zaščito pred plesnijo in algami. Ob izpostavljenosti ultravijolični svetlobi le počasi razpada in nudi zaščito tudi več let kljub neposredni sončni svetlobi.